# Seleção Panamenha de Futebol Sub-20
A Seleção Panamenha de Futebol Sub-20, também conhecida por Panamá Sub-20, é a seleção panamenha de futebol formada por jogadores com idade inferior a 20 anos.